# Sandsvingel
Sandsvingel (Festuca polesica) är en växtart i familjen gräs.